# Margitta Gummel
Margitta Gummel   (Magdeburg, 29 de juny de 1941 - Wietmarschen, 26 de gener de 2021) fou una atleta alemanya, especialitzada en la prova de llançament de pes en la qual va arribar a ser campiona olímpica el 1968.

## Carrera esportiva
En les Olimpíades de Mèxic 1968 va guanyar l'or en llançament de pes, a més, va aconseguir batre el rècord del món amb una marca de 19,61 metres, per davant de la seva compatriota Marita Lange i la soviètica Nadyezda Chizhova.
Quatre anys després, en els JJOO de 1972 va guanyar la medalla de plata en el llançament de pes, arribant als 20,22 metres, sent superada per Nadezhda Chizhova que amb 21,03 metres va batre el rècord del món i per davant de la búlgara Ivanka Khristova (bronze amb 19,35 metres).